# Alexander Köhl
Alexander Köhl (* 9. Februar 1965 in Aschaffenburg) ist deutscher Schriftsteller und Biograf.

## Leben
Köhl studierte an der Johann-Wolfgang-Goethe-Universität in Frankfurt am Main Betriebswirtschaftslehre. Anschließend war er viele Jahre als Unternehmer tätig. Seit 2004 arbeitet er als Schriftsteller, Biograf und Ghostwriter in Mainaschaff.
Seine beiden Romane um Kommissar Adelmeier erschienen 2004 („Victors Schützling“) und 2005 („Schatten im Garten Eden“) im Prolibris Verlag. 2009 veröffentlichte Köhl im Rowohlt-Taschenbuch Verlag „Wundmale“ (Neuauflage 2018), den ersten Roman um den Kommissar Basler. 2010 folgte im selben Verlag die Veröffentlichung des zweiten Romans aus der Reihe „Opfertier“. 2013 erschien sein Roman „Die Stunde des Löwen“ im Emons Verlag. 2023 veröffentlichte Köhl seinen Roman Vermächtnis einer Fremden im Grafitverlag.
Neben Romanen verfasst Köhl auch Krimikurzgeschichten, Biografien und Firmenchroniken. 2012 war Köhl Mitglied der Jury des Friedrich-Glauser-Preises in der Sparte Krimi-Kurzgeschichte. Seit 2018 ist Köhl Mitglied im Biographiezentrum.

## Werke
- "Victors Schützling" Prolibris Verlag, Kassel 2004, ISBN 3935263287
- "Schatten im Garten Eden" Prolibris Verlag, Kassel 2005, ISBN 3935263309
- "Wundmale" Rowohlt-Taschenbuch-Verlag, Reinbek 2009, ISBN 978-3499249037
- "Opfertier" Rowohlt-Taschenbuch-Verlag, Reinbek 2010, ISBN 3499253615
- "Die Stunde des Löwen" Emons Verlag, Köln 2013, ISBN 3954511606
- "Wundmale" (Neuauflage) Rowohlt Repertoire, Reinbek 2018 ISBN 978-3688104178
- "Vermächtnis einer Fremden" Grafitverlag, Köln 2023 ISBN 978-3-98659-016-1